# Vora
Vora város Közép-Albánia nyugati részén, Tiranától légvonalban 15, közúton 16 kilométerre északnyugati irányban, a Tiranai-sík és a Durrësi-sík találkozásánál. Tirana megyén belül Vora község székhelye, Vora alközség központja. A 2011-es népszámlálás alapján az alközség népessége 10 901 fő, Vora város becsült lakossága 2006-ban 4973 fő volt. Fontos közlekedési csomópont, az ország északi és déli régióit a fővárossal összekötő főutak és vasútvonalak futnak itt össze.

## Fekvése
A város Alacsony-Albánia középső részén, a Tiranai-sík és a Durrësi-sík között összeköttetést biztosító Vorai-szoros (Nyja e Vorës) keleti oldalán fekszik, 58 méteres tengerszint feletti magasságban. A Vorai-szorost északról a Gërdeci-dombsághoz tartozó Marqineti-domb (Kodra e Marqinetit, 208 m), dél felől pedig a Hosszú-dombság (Kodra e Gjatë) északi nyúlványa, a Pigoja-domb (Kodra e Pigojës, 229 m) zárja közre. Vora fontos közúti és vasúti csomópont. A várost átszeli a Tiranát Durrësszal összekötő SH2-es főút, amelyről itt ágazik le az SH52-es út, az SH1-es Tirana–Shkodra–Han i Hotit-út megépüléséig ez biztosította a főváros összeköttetését az északi országrésszel. Vora vasúti csomópont is, itt találkozik a Tirana–Durrës–Librazhd-, és a Shkodra–Vora-vasútvonal.

## Története
Az i. e. 2. században a hódító rómaiak által megépített út, a Via Egnatia egyik állomáshelye (mansio) állt a mai Vora helyén Vorea néven. A falu a középkorban települt be, amit egy templom és egy erősség feltárt falmaradványai igazolnak.
A 20. századig mindazonáltal jelentéktelen agrártelepülés volt. Fejlődését az első világháborúban az ország északi részét megszálló Osztrák–Magyar Monarchia hadseregnek köszönheti, amely Shkodra és Vora között országutat, Lezha és Vora között pedig egy keskeny nyomtávú (65 cm-es) drótkötél-vontatású vasutat épített ki. 1927–1928-ban az albán kormány korszerűsítette a falut átszelő Tirana–Durrës országutat, ezzel Vora az ország legfőbb közlekedési csomópontja lett. Ennek következtében a második világháborúban az országot megszálló Olaszország hadseregének egyik legfontosabb bázisát telepítették ide, és csendőrlaktanyát is létesítettek a faluban.
A 20. század második felében az 1962-ben várossá nyilvánított Vora lakói elsősorban mezőgazdasággal, szőlő- és olajfatermesztéssel foglalkoztak. Napjainkban a főváros, Tirana elővárosi övezetének nyugati végpontja.